# Respiro di Cheyne-Stokes
Per  respiro di Cheyne-Stokes  o respiro periodico in campo medico, si intende una forma di respiro patologico.
In tale stato la persona alterna fasi di apnea anche lunga (si arriva anche a 20 secondi) a fasi in cui si passa gradatamente da una respirazione profonda a una sempre più superficiale (cicli respiratori brevi e frequenti) che termina nuovamente nella fase di apnea.
Questo ciclo può prolungarsi per diversi giorni, ma solitamente è transitorio.

## Epidemiologia
Tale stato è più frequente negli anziani, anche sani, soprattutto durante il sonno. Compare, inoltre, in presenza di elevate altitudini. Più frequentemente, si associa però a stati patologici toccando una prevalenza fino al 40% nei cardiopatici.
Si presenta con frequenza nell'ultimo stadio delle malattie terminali.

## Eziologia
I fattori favorenti l'instabilità del controllo respiratorio e le fluttuazioni di CO2 sono:
- ipocapnia e ipossiemia
- aumentata responsività dei chemocettori centrali e periferici
- instabilità delle vie aeree
- prolungato tempo di circolo
- ridotta riserva di O2
- alternanza delle fasi del sonno e ripetersi di arousals
- coma da sindrome mesencefalica

## Conseguenze cliniche
Le oscillazioni della ventilazione determinano:
- desaturazione ossiemoglobinica
- ritenzione di CO2
- modificazioni emodinamiche
- attivazione dei centri respiratori
- frequenti microrisvegli coscienti o non che conducono a frammentazione del sonno, insonnia e quindi a eccessiva sonnolenza diurna

Questi eventi fisiopatologici agiscono come feedback positivo peggiorando la sindrome stessa che pertanto si automantiene grazie a questo circolo vizioso.

### Patologie correlate
Lo si riscontra come sintomo in gravi forme di encefalopatie, scompenso cardiaco, alcune forme di intossicazione (da narcotici o ipnotici) e malattie respiratorie.

## Durata
Ogni ciclo respiratorio anomalo dura da un minimo di 45 secondi a un massimo di 3 minuti.

## Eponimia
Il nome dell'anomalia patologica è stato dato da due medici, lo scozzese John Cheyne e l'irlandese William Stokes, entrambi avevano descritto lo stato morboso nel XIX secolo.